# تيد جونسون (مجدف)
تيد جونسون (بالإنجليزية: Ted Johnson) هو مجدف نيوزيلندي، ولد في 1 مايو 1924 في روتوروا في نيوزيلندا، وتوفي في 19 يوليو 1985 في وانجانوي في نيوزيلندا.

## وصلات خارجية
- تيد جونسون على موقع الاتحاد الدولي للتجديف (الإنجليزية)
- تيد جونسون على موقع أوليمبيديا (الإنجليزية)
- تيد جونسون على موقع اللجنة الأولمبية النيوزيلندية (الإنجليزية)